# 井口ひろみ
井口 ひろみ（いぐち ひろみ、1971年 - ）は、日本の小説家。静岡県浜松市出身。愛知大学文学部西洋哲学科卒業。

## 経歴・人物
1993年に愛知大学文学部卒業後、ヤマハリビングテックに就職。2007年、青春ミステリー「月のころはさらなり」で第3回新潮エンターテインメント大賞を受賞しデビューした
スティーブン・キングと宮部みゆきの大ファン。「月のころはさらなり」の選考委員が宮部みゆきだったことと、彼女に非常に高く評価されたことを光栄に思っている。「会社にはいろいろ個性豊な人がいて、ドラマよりも面白いネタにあふれている。この会社勤めの経験が小説を書く上で大きな財産になっており、二足のわらじも悪くない」と語っている。

## 作品リスト
単行本
- 『月のころはさらなり』新潮社、2008年1月

雑誌掲載短篇
- 「いとうゆかへ」 - 『小説宝石』2008年11月号
- 「桜あかり」 - 『小説新潮』2009年3月号
- 「その道の先」 - 『小説新潮』2009年6月号
- 「おんなじ羽のゴジラがいる」 - 『小説新潮』2010年10月号
- 「ギフト」 - 『小説新潮』2011年6月号
- 「20th century beauty」 - 『小説新潮』2011年11月号